# Star Ocean (jogo eletrônico)
Star Ocean (スターオーシャン, Sutā Ōshan) foi o primeiro jogo da série de jogos de Star Ocean, feitos para Super Nintendo. Também foi o primeiro jogo que foi desenvolvido por tri-Ace. Este nunca foi lançado fora do Japão devido ao fechamento das instalações de Enix nos os Estados Unidos da América, mas foi traduzido por admiradores ao inglês mediante emulação por Dejap. O nome do jogo provem de uma frase japonesa que aparece comumente em anime e cuja tradução literal é =>"Oceano de estrelas"; ou pode ser interpretado como "Mar de estrelas" . Star Ocean tem como características: níveis emocionais entre personagens, um sistema de jogo de você briga em tempo real, uma história misturando elementos medievais com elementos futuristas e vozes durante os combates. É o jogo mais pesado do Super Nintendo, forçando muitas vezes o console além do extremo.
O jogo foi realizado pelos mesmos desenvolvedores que fizeram "Tales of Phantasia" para Namco, por isso muitos de seus conceitos e ideias se encontram em “Tales of Phantasia” também. Eles decidiram deixar Namco devido a discussões criativas, o qual conduziu à criação de tri-Ace. Os dois jogos levaram o poder de Super Nintendo ao limite, com um total de 48 Megabits de dados (a máxima quantidade de cor que podia armazenar um cartucho), e usando o chip S-DD1 para ajudar na compressão de quase todos seus graficas e dados do mapa, por isso seus dados se encontravam armazenados de mais uma forma efetiva que em Tales of Phantasia. Com o "Virtual Reality Sound System" (Sistema de som de realidade virtual), o “Controlador de Voz Flexível“ foi utilizado de novo para ultrapassar o limite de 64kb do chip SPC700 mediante o intercâmbio de bits de amostras de voz, se acrescentou também o uso de som que envolve e havia muitas mais vozes que em Tales of Phantasia (mesmo que estas tinham que ser armazenadas a uma qualidade menor para que não ultrapassassem os limites de armazenagem do cartucho).
A música de Star Ocean foi composta por Motoi Sakuraba e a história foi escrita por Yoshiharu Gotanda.
Anunciaram a saída no final de dezembro de 2007 de um remake melhorado para PSP.

## Modo de jogo
Star Ocean tem um sistema de batalhas aleatórias como a maioria dos RPGs comuns. No entanto as batalhas por si mesmas ocorriam em tempo real, e não baseadas em turnos como em outros RPGs da época como a série de "Final Fantasy". O jogador controla a um personagem enquanto que o resto (3 personagens como máximo) são controlados pela Inteligência Artificial. Para ajudar ao personagem em batalha, é possível o uso de técnicas especiais e de feitiços que ocasionam mais dano que os ataques normais, mesmo que utilizando uma quantidade de pontos de magia (MP, Magic Points) Existem dois tipos de técnicas especiais, as de longo alcance se há certa distância do objetivo e as de curto alcance. Mesmo que algumas técnicas especiais podiam ser usadas em ambas categorias de alcance, incluindo aos feitiços. Mesmo que o combate físico tomada lugar e tempo real, incluindo as técnicas especiais, os feitiços mágicos detêm temporariamente o tempo enquanto que a animação do feitiço tomada lugar e o dano é atribuído. Star Ocean é muito similar a Tales of Phantasia neste aspecto.
Fora da batalha a história do jogo progredia de maneira normal. No entanto, o jogador podia influir na forma na que esta progredia mediante a seleção de diferentes personagens e interagindo com eles mediante o uso de "Ações Privadas".

## História
Star Ocean conta a história de Ratix Farrence, um jovem Fellpool vivendo no povo de Clatos no subdesenvolvido planeta Roak. Ele é parte de um grupo chamado Brigada Clatos, a qual é uma organização de lutadores que defendem o povo do ataque de ladrões e bandidos. Ratix é um espadachim da mesma forma que seu amigo Dorn Marto, que também é membro da Brigada. Um dia, uma estranha doença que se transmite ao tocar a alguém começa a transformar em pedra à gente da cidade vizinha de Cool. O curandeiro do povo e pai de Milly Killiet (amiga de Ratix e que em segredo o ama) decide ir a Cool e utilizar sua Magia da Crista (Heráldica/Simbologia) para tentar vencer à doença, no entanto este também termina sendo infectado. Quando as notícias lhe chegam em Milly, Ratix e Dorn, eles decidem ir ao Monte Metox ao norte de Cool para encontrar a erva Metox, uma erva legendária que se diz cura qualquer doença. Com esta eles esperam curar a doença e salvar ao pai de Milly e a Dorn que foi infectado também. Mas quando eles chegam no cimo onde cresce a erva uma misteriosa luz brota do solo e duas pessoas com atavios estranhos aparecem frente a eles; um homem com cabelo azul e uma mulher com cabelo loiro. O homem se apresenta assim mesmo como Ronixis J. Kenni, capitão da nave Calnus da Federação Terrestre e a mulher como Iria Silvestoli como Oficial Científica. Aí se inteiram que a doença foi mandada ao planeta pelos Resonianos, uma civilização que esta em guerra com a Federação Terrestre. No entanto é um mistério porque Resonia mandaria um ataque biológico a um planeta subdesenvolvido e que ganharia com isto.
Ratix, Milly e Dorn são trasportados à nave para analisar o estado de Dorn, e por um incidente na nave se revela que o sangue Roakiano pode bloquear o espectro de luz visível do olho humano por isso Resonia usou seu sangue para processar um material especial invisível, o qual lhes daría vantagem na guerra. Enquanto que Dorn é deixado no planeta Roak devido a sua petrificação total, emissários Resonianos revelam que eles foram obrigados a entrar em guerra por uma escura organização chamada "Fargett".
Assim é como se inteiram que o vírus se originou por causa de um monstro chamado Asmodeus, o Rei do mundo Demoníaco, em Roak mesmo. Mas Asmodeus faleceu 300 anos antes que se espalhasse a doença. Apesar de ter de enfrentar uma possível corte marcial, Ronixis decide ir ao Planeta Stream para usar a misteriosa Porta do Tempo para viajar atrás no tempo e obter uma mostra de sangue de Asmodeus. Uma vez aí a porta aceita seu desejo e entram ao portal temporária, só que Iria tropeça antes de entrar e Ratix a ajuda a levantar-se.
Depois da viagem temporária, por esse incidente Ratix e Iria se encontram em um continente diferente ao que se encontra Ronixis e Milly.

## Personagens
- Ratix Farrence é o nome do protagonista do jogo, ele é um jovem Fellpool de 19 anos e vive no planeta Roak. Ele era o guarda de sua cidade natal, Clatos, junto com Milly Kiliet e Dorn Marto. Depois que um vírus petrificador se espalha na aldeia perto de Cool e infecta Dorn, ele e Milly vão na busca de uma cura para o vírus. Eventualmente com a ajuda de Ronixis J. Kenni, Iria Silvestoli e outros personagens o salva o futuro do planeta Roak. Ele é competente com a espada comprida e o estilo de espada Edarl e pode equipar-se com armaduras pesadas e escudos.
- Milly Kiliet é uma Fellpool de 18 anos que vive em Clatos, no continente de Moore do planeta Roak junto com Ratix e Dorn. Ela é capaz de usar feitiços curativos (Heraldica) e usa uma vara como arma. Ela demonstra afeto por Ratix durante o jogo e se especula que alcançam casar-se depois dos eventos do jogo.
- Ronixis J. Kenni foi o Capitão da nave Calnus da Federação Terrestre até o incidente de Roak, que o elevou ao grau de Almirante. Usa normalmente uma ballesta ou uma pistola de fase em batalha. Ronixis pôde haver-se casado com Iria, sua Oficial Científica (mesmo que é incerto) e depois teve um filho chamado Claude, o qual há aparição em Star Ocean: The Second Story.
- Iria Silvestoli foi a Oficial Científica ao comando na nave Calnus da Federação Terreste. Iria é competente no uso de garras e artes marciais. Depois do inicidente de Roak, ela pôde haver-se casado com Ronixis e ter um filho chamado Claude.
- Fear Mell é a cabeça ao comando da Cavalaria Astral. Ela é uma montañex peleadora que emprega o uso do lançamento de adagas em combate com o estilo de espada do Corvo. Nunca ataca diretamente ao inimigo, por isso Fear tira duas ou mais adagas ao mesmo tempo desde uma categoria meio. Mesmo que não é tão resistente como outros peleadores, Fear tem a vantagem quando pode manter o inimigo longe dela. Seu estilo de briga é similar ao de Nel Zelpher de Star Ocean: Till the End of Time; já que usam adagas duplas a curto e meio alcance, e compartilham técnicas que são quase idênticas na sua função.
- Ashlay Barnbelt é um velho soldado montañes vagando pelo mundo na busca de um sucessor ao qual ensinar suas técnicas de espada. Se é escolhido este forma essa relação com Ratix. Ashlay é um dos personagem cujo recrutamento comporta a não poder escolher a outro personagem permanentemente (Se você escolhe a Ashlay não pode obter a Cius). Ele tem muitas das mesmas técnicas do mesmo tipo como Ratix.
- Cius Warren é o segundo guerreiro montañes que se pode recrutar. Cius tem uma espada larga e seu arquétipo é dos personagens de espadas pesadas, poderoso mas lento. Suas técnicas são similares às de Ratix. Se você escolhe a Cius não pode obter a Ashlay e vice-versa.
- Marvel Frozen Uma maga que acompanha a Ronixis e Milly a Ionis. Sua arma é uma esfera mágica que pode lançar ao inimigo. Desafortunadamente ela não pode atacar pela segunda vez até que a esfera retorne a ela. Ela tem pouco poder de ataque e uma categoria de ataque coroçto; no entanto sua velocidade ao efetuar técnicas é a melhor. Ela é um dos personagens mais complexos para recrutar. Se você escolheu a Ashlay ou Joshua, Marvel se te une. Se você não tens a Ashlay ou Joshua, mas a Cius ou Fear, ela não se te une em Ionis. Mas se você não tens a nenhum deles, e você escolhe não tomar um gole na reunião de Ionis, ela se te une.
- Joshua Jerand O segundo personagem que usa feitiços curativos. Ainda assim tem pouca variedade nos seus feitiços e um poder de ataque baixo. Ele é um mago que está a procura de sua irmã Elise, que está desaparecida. Se deseja recrutá-lo, é preciso visitar o Templo de Parj antes de ver que se estrele uma nave. Se você tem a Fear (mas sem Cius ou Ashlay) você tem que escolher entre Fear e Joshua. Mas se tem a Ashlay ou Cius este se une automaticamente.
- Perisie É uma peleadora decente, com boas técnicas e serve como apoio cômico. Mesmo que começa com um nível sob ela ganha técnicas poderosas, por tanto é uma boa personagem para os que passam o tempo entrenando. Para recrutá-la, você necessita a Milly e a Ocarina. Ativar uma Ação Pessoal em Clatos, chamar a um gato, colocar-lhe nome, usar a Ocarina e ela se une ao grupo.
- Tinek ArukenaÉ um personagem secreto do jogo que se transforma em homem-lobo em batalha. Ele tem um dos mais grandes categorias de ataque e é um dos personagens mais rápidos ao atacar. No entanto seu poder de ataque é baixo. Se deseja recrutá-lo, deve-se obter o Emblema do Reino de Van, entrar com Ratix à Arena de Tataroy e conseguir uma categoria D. Tinek será o chefe esta vez. Derrotándo-o ele se unirá

## Recepção
Star Ocean vendeu aproximadamente 235,000 cópias no Japão.